# Milvago chimachima
El chimachimá o caracara chimachima (Daptrius chimachima), es una especie de ave falconiforme de la familia Falconidae propia de América Central y  del Sur.

## Nombre común
Al chimachimá también se le llama chimachima, chiriguare, caricare sabanero, pigua, caracara bayo, chimango, caracara cabeciamarillo y caracara chimachima y halcón garrapatero, kirikirí (Paraguay).[cita requerida]

## Distribución
Su distribución geográfica se extiende desde el sur de Costa Rica hasta el norte de Argentina y Uruguay. Su distribución en América del Sur es al este de los Andes y prácticamente continua. Es posible que su hábitat esté en expansión. Está anidando en la isla de Trinidad y Venezuela. En Argentina se distribuye por las provincias del noreste, Misiones, Chaco, Formosa, Corrientes, Santa Fe (norte).

## Características
No hay dimorfismo sexual en el plumaje de la especie. Las hembras, como es común en el orden Falconiformes son más grandes y pesadas. La hembra pesa entre 310 y 360 gramos. El macho pesa entre 280 y 330 gramos. La longitud total es de aproximadamente 37 a 46 cm.
Se diferencia del chimango común, por poseer un plumaje color amarillo castaño claro y las alas castaño oscuro. Es un chimango más pálido, pero más contrastado en coloración, presenta una línea postocular (no antifaz) negruzca. Las primarias en vuelo se ven color blanco, con manchas oscuras desde la parte inferior, siendo los bordes oscuros. Su canto es muy característico.

## Historia natural
En algunas áreas es común, en otras es abundante. Es sedentaria aunque se desplaza estacionalmente. Su límite altitudinal es desde el nivel del mar hasta los 1800 m s. n. m. en general, habiéndose registrado en ocasiones a 2600 m s. n. m.
Habita en zonas donde la vegetación no es muy alta; como pastizales dedicados a la ganadería y campos dedicados a la agricultura. Es más arborícola que el chimango común y suele posarse sobre los animales, limpiándolos de garrapatas. Se mantiene solitario y en parejas. Se alimenta de carroña; pequeños vertebrados, artrópodos, frutas y vegetales. El nido es una plataforma en las ramas de un árbol. Pone uno o dos huevos, por nidada.

## Subespecies
Se conocen dos subespecies de Daptrius chimachima :
- D. c. chimachima - del Brasil al sur del Amazonas al este de Bolivia, Paraguay y norte de Argentina.
- D. c. cordatus - del sudoeste de Costa Rica a Brasil al norte del Amazonas; Trinidad.